# Rossio ao Sul do Tejo
Rossio ao Sul do Tejo é uma povoação portuguesa do Município de Abrantes, na província do Ribatejo, integrando atualmente a região do Oeste e Vale do Tejo e a NUT3 do Médio Tejo, que foi sede da Freguesia de Rossio ao Sul do Tejo, freguesia que tinha 6,56 km² de área e 2 012 habitantes (2011). 

## História
Era uma das três freguesias urbanas do município. Foi extinta (agregada), em 2013, no âmbito de uma reforma administrativa nacional, tendo sido agregada à freguesia de São Miguel do Rio Torto, para formar uma nova freguesia denominada União das Freguesias de São Miguel do Rio Torto e Rossio ao Sul do Tejo
Rossio ao Sul do Tejo está situada no centro do município. Tem como vizinhos o Pego a nordeste. É ribeirinha à margem esquerda do rio Tejo.

## População
Grupos etários em 2001 e 2011			

| Nº de habitantes | Nº de habitantes | Nº de habitantes | Nº de habitantes | Nº de habitantes | Nº de habitantes | Nº de habitantes | Nº de habitantes | Nº de habitantes | Nº de habitantes | Nº de habitantes | Nº de habitantes | Nº de habitantes | Nº de habitantes | Nº de habitantes | Nº de habitantes |
| ---------------- | ---------------- | ---------------- | ---------------- | ---------------- | ---------------- | ---------------- | ---------------- | ---------------- | ---------------- | ---------------- | ---------------- | ---------------- | ---------------- | ---------------- | ---------------- |
| 1864             | 1878             | 1890             | 1900             | 1911             | 1920             | 1930             | 1940             | 1950             | 1960             | 1970             | 1981             | 1991             | 2001             | 2011             |                  |
| 1164             | 1352             | 1456             | 1329             | 1302             | 1225             | 1687             | 1754             | 1827             | 2120             | 2155             | 2645             | 2343             | 2227             | 2012             |                  |
|                  | +16%             | +8%              | -9%              | -2%              | -6%              | +38%             | +4%              | +4%              | +16%             | +2%              | +23%             | -11%             | -5%              | -10%             |                  |

|     | 0-14 anos  | 15-24 anos | 25-64 anos     | 65 e + anos |
| Hab | 328 \| 283 | 259 \| 191 | 1 163 \| 1 025 | 477 \| 513  |
| Var | -14%       | -26%       | -12%           | +8%         |

## Património
- Conjunto de pilares na margem esquerda do rio Tejo
- Igreja Matriz e seu espólio. Nucleo Museológico

## Indústria
Fundições, corticeiras, moagens e lagares.
FRA, fundições do Rossio de Abrantes, empresa que recruta um meio laboral enorme, com um grande reflexo nacional, bem como no estrangeiro junto a empresas de renome mundial, graças ao que exporta.
Corticeiras, com destaque para a Ronceros e Torres, Sofalca e a Amorim e Irmão entre outras.
Fábrica e lagares de azeite, a Victor Guedes, onde é extraído o famoso azeite 'Gallo'.
Também importante no sector ferroviário, local em que se separa a linha proveniente do Entroncamento; da localidade parte a linha do Leste com destino a Badajoz e a Linha da Beira Baixa com destino à Covilhã.